# The Fine Art of Surfacing
The Fine Art of Surfacing — третий студийный альбом ирландской группы The Boomtown Rats, записанный группой с продюсерами Маттом Лэнгом и Филом Вайнманом летом-осенью 1979 года и выпущенный 9 октября лейблом Ensign Records (в США — Columbia Records). Синглы из альбома — «Diamond Smiles» (# 13 UK), «Someone’s Looking at You» (#4 UK) и «I Don’t Like Mondays» стали хитами в Британии; последний в июле 1979 года возглавил британский хит-парад. Альбом, поднявшийся до #7 в UK Albums Chart, был высоко оценен критиками, многие из которых называли его лучшим в карьере The Boomtown Rats.

## История
Основная тема альбома — американский образ жизни, о котором Гелдоф пишет иногда всерьёз («I Don’t Like Mondays»), иногда иронично («Diamond Smiles» — о светской «дебютантке», которая решает покончить с собой исключительно, чтобы обратить на себя внимание), но в основном крайне язвительно («Nothing Happened Today», «Having My Picture Taken»).

## Список композиций
Автор всех песен (кроме отмеченных специально) — Боб Гелдоф.
- «Someone’s Looking at You» — 4:22
- «Diamond Smiles» — 3:49
- «Wind Chill Factor (Minus Zero)» — 4:35
- «Having My Picture Taken» (Боб Гелдоф, Пит Брикетт[англ.]) — 3:18
- «Sleep (Fingers’ Lullaby)» (Джонни Фингерс[англ.]) — 5:30
- «I Don’t Like Mondays» — 4:16
- «Nothing Happened Today» — 3:18
- «Keep It Up» (Боб Гелдоф, Джерри Котт[англ.]) — 3:39
- «Nice N Neat» — 2:50
- «When the Night Comes» — 5:00

Бонус-треки (2005)
- «Episode 3» — 1:10
- «Real Different» (b-side) — 2:39
- «How Do You Do?» (b-side) — 2:39
- «Late Last Night» (b-side) — 2:43
- «Nothing Happened Today» (Live in Cardiff) — 3:44

## Участники записи
Boomtown Rats:
- Боб Гелдоф — вокал, саксофон
- Джерри Котт[англ.] — гитара
- Гарри Робертс[англ.] — гитара, вокал
- Джонни Фингерс[англ.] — клавишные
- Пит Брикетт[англ.] — бас-гитара, вокал
- Саймон Кроу[англ.] — ударные, вокал

## Позиции в хит-парадах
Годовые итоговые чарты:
| Хит-парад (1980)      | Позиция |
| --------------------- | ------- |
| Канада (RPM Year-End) | 24      |